# Neunerlei
El Neunerlei es una antigua costumbre navideña propia del Erzgebirge sajón (Alemania) y parte del Vogtland. Principalmente, el Neunerlei es una comida formada por nueve platos o ingredientes que se consume el día de Nochebuena.
Pronunciado de forma coloquial "nainerlaa", los platos consumidos pueden variar profundamente. Un ejemplo de un Neunerlei podría ser: Bratwürste con Klöße de patata, chucrut con mantequilla derretida por encima. Después, apio y un potaje de lentejas y para finalizar una compota de arándanos. Siempre tiene que haber pan y sal sobre la mesa. Al día siguiente se sirve tradicionalmente oca.
Cada plato e ingrediente del menú tiene un determinado valor simbólico. Los Klöße representan el "großes Geld" ("gran dinero", es decir, billetes) y las lentejas o guisantes el kleines Geld ("pequeño dinero", monedas). El apio es símbolo de virilidad. El chucrut o la remolacha significan buen crecimiento para los cereales. La comida del Neunerlei va acompañada de otras costumbres como por ejemplo poner paja debajo del mantel, monedas bajo el plato o un servicio adicional para un invitado pobre.
- Datos: Q1981022
- Multimedia: Neunerlei / Q1981022